# Apatani
 (août 2007).
Si vous disposez d'ouvrages ou d'articles de référence ou si vous connaissez des sites web de qualité traitant du thème abordé ici, merci de compléter l'article en donnant les références utiles à sa vérifiabilité et en les liant à la section « Notes et références ».

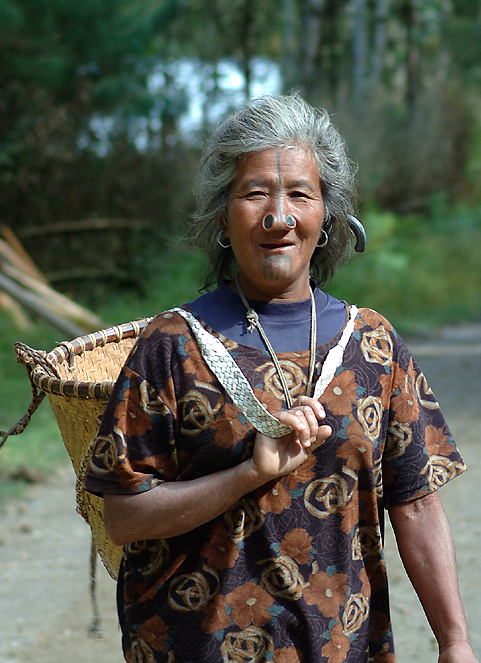
femme Apatani allant aux champs

Les Apatani sont un groupe ethnique qui vit dans l'État de l'Arunachal Pradesh au nord de l'Inde.
Leur langue appartient au groupe des langues tani des langues tibéto-birmanes.

## Histoire
Il n'existe aucune source écrite concernant l'histoire de cette ethnie. La seule source pouvant être utilisée est leur tradition orale. Celle-ci parle d'une migration que les Apatani auraient effectuée depuis l'extrême nord de l'Arunchal Pradesh en suivant les rivières Kurung et Kiimey.
L'exploratrice française Gabrielle Bertrand, a passé deux ans auprès des Apatanis en 1952, encore inconnus à cette époque

## Religion

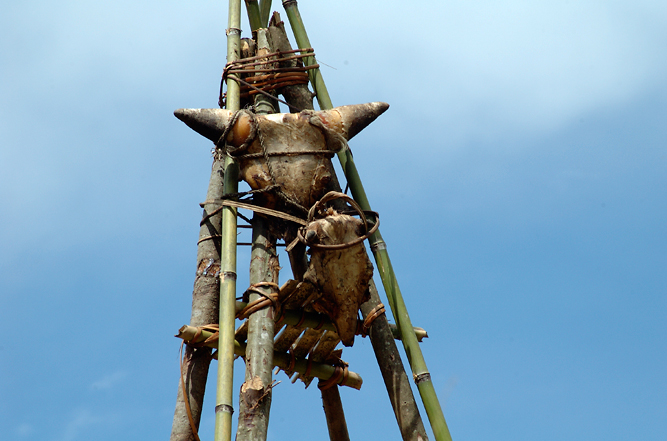
têtes d'animaux sacrifiés

Ils pratiquent aujourd'hui la religion de Danyi-Piilo (tout comme d'autres tribus de l'Arunachal Pradesh). Ils vouent un culte au soleil (Ayo Danyii) et à la lune (Atoh Piilo). Ils croient que les événements néfastes sont causés par des mauvais esprits et ils essayent alors de les apaiser par des sacrifices de poulet, de vache et d'autres animaux. Ils croient aussi que les différents groupes ethniques de l'Arunchal Pradesh partagent un même ancêtre : Abotani.
Le miji est un ensemble de chants religieux que chantent les prêtres pour présider les cérémonies de sacrifices. Ces chants durent de 10 minutes à plusieurs heures.

## Culture
Les femmes ont pour coutume d'orner leurs narines avec des disques de rotin noirci. On appelle cela un yabinghulo. Cette pratique serait née quand une femme apatani ne voulut plus paraître attirante aux hommes des tribus environnantes.
Les habits apatani sont élaborés et colorés. Les tatouages sont très populaires.
Les Apatanis donnent un statut social plus élevé à l'homme qu'à la femme bien que les deux sexes partagent les responsabilités pour s'occuper de la maison et de la famille.
Les Apatanis pratiquent la riziculture. Ils sont réputés dans la région par leur système d'irrigation très sophistiqué.